# Ограниченная анимация
Ограни́ченная анима́ция или лимити́рованная анима́ция (мультиплика́ция) — набор приёмов и методов, при помощи которых возможно существенное сокращение времени и затрат при создании анимации.
Ограниченная мультипликация активно используется при создании телевизионных мультсериалов, а также аниме.

## Приёмы
Приёмы ограниченной мультипликации включают в себя:
- отсутствие промежуточной анимации[англ.] (фазовки) — различные состояния объекта (например, эмоции на лице персонажа) сменяют друг друга моментально;
- зацикливание нескольких кадров с целью создания видимости непрерывного движения;
- сохранение большей части изображения неизменным с перерисовкой лишь отдельных частей;
- «раскладка» персонажей и объектов послойно на группы для последующей мультипликации отдельных слоёв (анимированные положения губ на неподвижном лице, анимированные глаза и т. д.);
- копирование анимационного материала — к примеру, масштабирование объекта, выполненное с помощью данной технологии, позволяет уменьшить затраты на рисование фаз приближения/отдаления объекта. Также при помощи копировального аппарата создавались толпы и массовки персонажей;
- «отзеркаливание» анимационного материала (что позволяет обойтись без повторной отрисовки зеркального варианта);
- упрощённое изображение человеческих лиц и фигур, преобладание симметричных построений (см. предыдущий приём).

Ко вторичным приёмам упрощения мультипликации можно также отнести:
- активное использование диалогов для заполнения хронометража фильма;
- активное использование панорамирования и масштабирования;
- преобладание крупных и средних планов персонажей (что позволяет существенно сократить время и затраты на отрисовку фонов).

Разумеется, активное использование таких приёмов заметно, а чрезмерное — бросается в глаза, поэтому говорить об отсутствии потери в качестве, строго говоря, нельзя. Однако многие считают, что созданные таким образом произведения сохраняют достаточно выразительный визуальный ряд.

## Примеры использования ограниченной мультипликации
- Флинтстоуны
- Роджер Рамджет
- Гонщик Спиди
- Алиса в Стране чудес (ограниченная мультипликация используется в комплексе с тотальной)
- Покемон
- Южный парк